# برادوی بیل
برادوی بیل (انگلیسی: Broadway Bill) یک فیلم به کارگردانی فرانک کاپرا است که در سال ۱۹۳۴ منتشر شد.

## بازیگران
- وارنر بکستر
- میرنا لوی
- والتر کانلی
- داگلاس دامبریل
- مارگارت همیلتون
- لوسیل بال
- هرمن بینگ
- وارد باند
- الینور فر
- آلن هیل
- دنیس اوکیف
- تام ریکتس
- آلیس لیک
- چارلز میدلتون
- کلارا بلندیک
- جورج میکر
- اروینگ بیکن
- جو بوردو
- پل هاروی
- ادموند بریس
- هلن وینسن
- بابی دان
- اسپک اودانل
- رابرت مکنزی
- هری دانکینسون
- سیمونا بانیفیس
- هری تاد
- امت ووگان
- چارلز سی. ویلسون
- هری سی. بردلی
- گلادیس گیل
- اسکار اسمیت
- ریموند والبورن